# Rautajärvi (sjö i Finland, Egentliga Tavastland)
Rautajärvi är en sjö i Finland. Den ligger i kommunen Tammela i landskapet Egentliga Tavastland, i den södra delen av landet, 90 km nordväst om huvudstaden Helsingfors. Rautajärvi ligger 122,4 meter över havet. Arean är 72,3 hektar och strandlinjen är 10,82 kilometer lång. Sjön  ingår i Kumo älvs huvudavrinningsområde.   I omgivningarna runt Rautajärvi växer i huvudsak barrskog.